# Saint-Pierre-à-Arnes
Saint-Pierre-à-Arnes település Franciaországban, Ardennes megyében. Lakosainak száma 66 fő (2022. január 1.). Saint-Pierre-à-Arnes Cauroy, Hauviné, Saint-Clément-à-Arnes, Saint-Étienne-à-Arnes és Saint-Souplet-sur-Py községekkel határos.

## Népesség
A település népessége az elmúlt években az alábbi módon változott:
| Lakosok száma | 86   | 74   | 78   | 68   | 65   | 67   | 67   | 66   | 66   | 66   |
|               | 1968 | 1982 | 1990 | 2006 | 2013 | 2015 | 2017 | 2019 | 2020 | 2022 |